# Maddalena di Pierfrancesco de' Medici

Stemma dei Medici

Maddalena di Piefrancesco de' Medici (Firenze, 1523 circa – Roma, 14 aprile 1583) è stata una nobile italiana.

## Biografia
Figlia di Pierfrancesco il Giovane e di Maria Soderini, divenne orfana dopo pochi anni di vita a causa della prematura morte del padre, avvenuta nel 1525. Fu allevata dalla madre e dai parenti nella villa del Trebbio. Suoi fratelli erano Lorenzino de' Medici e Giuliano, ed aveva anche una sorella maggiore, Laudomia.
Si sposò una prima volta con Alamanno Salviati, ma dopo essere rimasta vedova presto, si rifugiò con la sorella nel convento carmelitano di Santa Maria degli Angeli a Firenze. Dopo che suo fratello Lorenzaccio uccise il duca di Firenze Alessandro de' Medici, scappò con tutta la famiglia a Bologna e poi a Venezia. Si risposò con Roberto, figlio di Filippo Strozzi, con il quale andò a vivere in Francia e solo in seguito a Roma. Morì il 14 aprile 1583 e fu sepolta nella chiesa di Santa Maria Maggiore. Ebbe otto figli con il marito, sette femmine e un maschio per ultimo:
1. Clarice (m. 1581), sposò Cristoforo Savelli
2. Luigia (m. 1548).
3. Alfonsina, dama di Caterina de' Medici, sposò Scipione
4. Caterina, sposò Carlo Fausto Orsini nel 1571
5. Giulia, sposò Muzio Frangipani
6. Innocenza, monaca
7. Cornelia, monaca
8. Leone, sposò Sofonisba Savelli

## Ascendenza
|                                     |                      |                                         | Genitori                              |  |  | Nonni |  |  | Bisnonni                            |  |  | Trisnonni                     |  |
|                                     |                      |                                         |                                       |  |  |       |  |  | Pierfrancesco de' Medici il Vecchio |  |  | Lorenzo de' Medici il Vecchio |  |
|                                     |                      |                                         |                                       |  |  |       |  |  | Pierfrancesco de' Medici il Vecchio |  |  | Lorenzo de' Medici il Vecchio |  |
|                                     |                      | Ginevra Cavalcanti                      |                                       |  |  |       |  |  | Pierfrancesco de' Medici il Vecchio |  |  |                               |  |
| Lorenzo de' Medici il Popolano      |                      |                                         |                                       |  |  |       |  |  | Pierfrancesco de' Medici il Vecchio |  |  |                               |  |
|                                     |                      | Laudomia Acciaiuoli                     | Jacopo Acciaiuoli                     |  |  |       |  |  |                                     |  |  |                               |  |
|                                     |                      | Laudomia Acciaiuoli                     | Jacopo Acciaiuoli                     |  |  |       |  |  |                                     |  |  |                               |  |
|                                     |                      | Laudomia Acciaiuoli                     | Costanza de' Bardi                    |  |  |       |  |  |                                     |  |  |                               |  |
| Pierfrancesco de' Medici il Giovane |                      | Laudomia Acciaiuoli                     |                                       |  |  |       |  |  |                                     |  |  |                               |  |
|                                     |                      | Jacopo III Appiano, signore di Piombino | Emanuele Appiano, signore di Piombino |  |  |       |  |  |                                     |  |  |                               |  |
|                                     |                      | Jacopo III Appiano, signore di Piombino | Emanuele Appiano, signore di Piombino |  |  |       |  |  |                                     |  |  |                               |  |
|                                     |                      | Jacopo III Appiano, signore di Piombino | Colia de' Giudici                     |  |  |       |  |  |                                     |  |  |                               |  |
| Semiramide Appiano                  |                      | Jacopo III Appiano, signore di Piombino |                                       |  |  |       |  |  |                                     |  |  |                               |  |
|                                     |                      | Battistina Fregoso                      | Giano Fregoso, doge di Genova         |  |  |       |  |  |                                     |  |  |                               |  |
|                                     |                      | Battistina Fregoso                      | Giano Fregoso, doge di Genova         |  |  |       |  |  |                                     |  |  |                               |  |
|                                     |                      | Battistina Fregoso                      | Violante Gentile                      |  |  |       |  |  |                                     |  |  |                               |  |
| Maddalena de' Medici                |                      | Battistina Fregoso                      |                                       |  |  |       |  |  |                                     |  |  |                               |  |
|                                     | Paolantonio Soderini | Tommaso Soderini                        |                                       |  |  |       |  |  |                                     |  |  |                               |  |
|                                     | Paolantonio Soderini | Tommaso Soderini                        |                                       |  |  |       |  |  |                                     |  |  |                               |  |
|                                     | Paolantonio Soderini | Dianora Tornabuoni                      |                                       |  |  |       |  |  |                                     |  |  |                               |  |
| Tommaso Soderini                    | Paolantonio Soderini |                                         |                                       |  |  |       |  |  |                                     |  |  |                               |  |
|                                     |                      | Lisabetta Spinelli                      | Tommaso Spinelli                      |  |  |       |  |  |                                     |  |  |                               |  |
|                                     |                      | Lisabetta Spinelli                      | Tommaso Spinelli                      |  |  |       |  |  |                                     |  |  |                               |  |
|                                     |                      | Lisabetta Spinelli                      | Milia Peruzzi                         |  |  |       |  |  |                                     |  |  |                               |  |
| Maria Soderini                      |                      | Lisabetta Spinelli                      |                                       |  |  |       |  |  |                                     |  |  |                               |  |
|                                     |                      | Filippo Strozzi il Vecchio              | Matteo Strozzi                        |  |  |       |  |  |                                     |  |  |                               |  |
|                                     |                      | Filippo Strozzi il Vecchio              | Matteo Strozzi                        |  |  |       |  |  |                                     |  |  |                               |  |
|                                     |                      | Filippo Strozzi il Vecchio              | Alessandra Macinghi                   |  |  |       |  |  |                                     |  |  |                               |  |
| Fiammetta Strozzi                   |                      | Filippo Strozzi il Vecchio              |                                       |  |  |       |  |  |                                     |  |  |                               |  |
|                                     |                      | Fiammetta Adimari                       | Donato Adimari                        |  |  |       |  |  |                                     |  |  |                               |  |
|                                     |                      | Fiammetta Adimari                       | Donato Adimari                        |  |  |       |  |  |                                     |  |  |                               |  |
|                                     |                      | Fiammetta Adimari                       | …                                     |  |  |       |  |  |                                     |  |  |                               |  |
|                                     |                      | Fiammetta Adimari                       |                                       |  |  |       |  |  |                                     |  |  |                               |  |